# Lohmarhohn
Lohmarhohn ist ein denkmalgeschützter Hof in der Stadt Lohmar, erstmals 1512 im Waldprotokoll als Haen erwähnt.

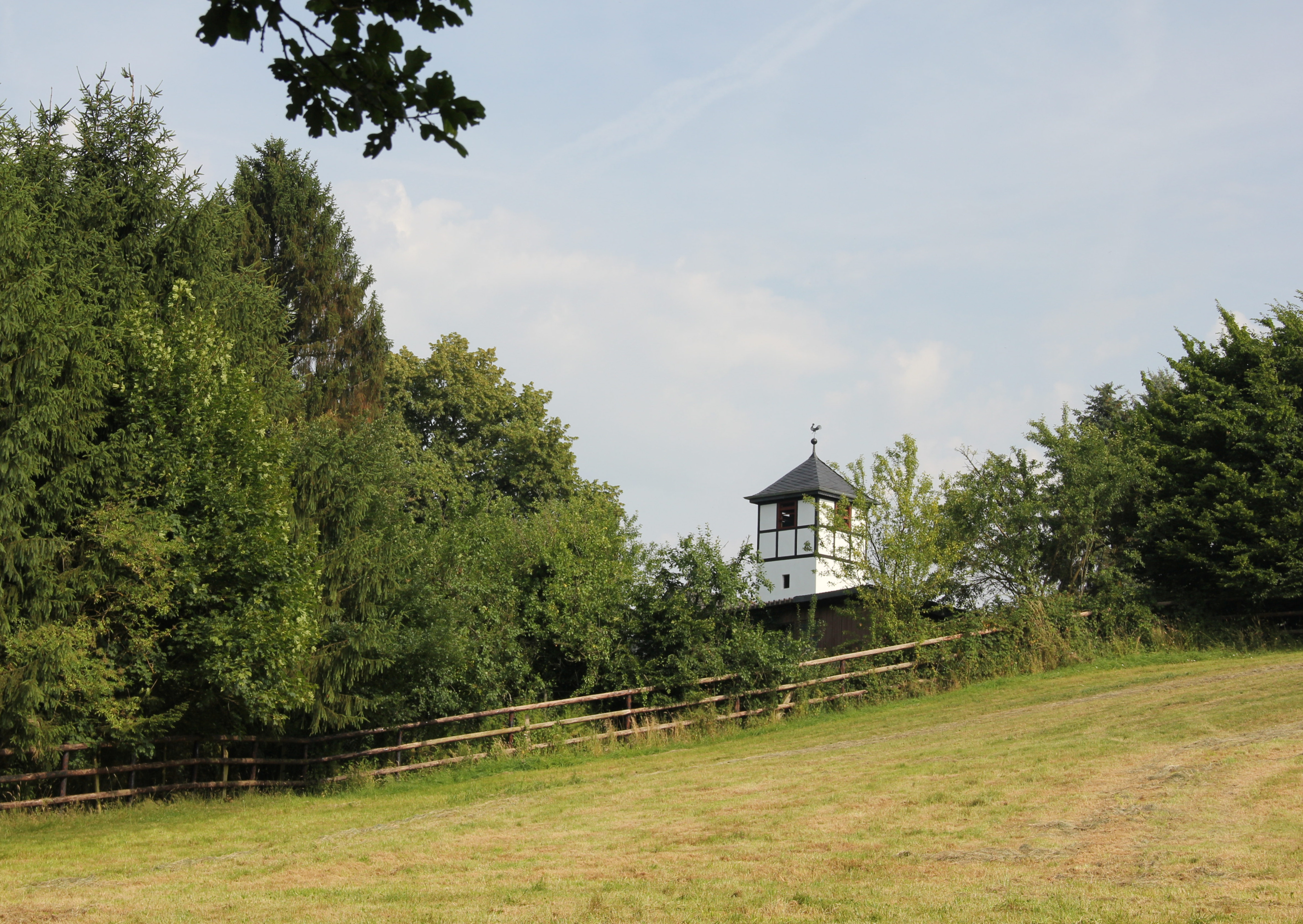
Turm der Kapelle

Auf dem alten Kirchengut existiert eine kleine Kapelle, in der gelegentlich noch Messen gefeiert werden. Das Anwesen ist Privatgrundstück und gegen unbefugtes Betreten abgesichert und ständig überwacht.
Eigentümer ist die Lohmarer Pfarrgemeinde, von der Joey Kelly das Anwesen 2004 als Erbbauberechtigter übernahm. Vorpächter war die Steyler Mission, die dort ein Erholungsheim betrieben hatte. Die traditionelle Kinderfreizeit wird auch weiter durchgeführt.